# البطولات الفرنسية 1962 (كرة مضرب)
قائمة بطولات دورة رولان غاروس الدولية لعام 1962 (المعروفة الآن بدورة رولان غاروس) :

## الكبار

### فردي رجال
رود لافر هزم  روي إيمرسون،النتيجة: 3-6 2-6 6-3 9-7 6-2

### فردي سيدات
مارغريت سميث كورت هزمت  ليزلي ترنر، النتيجة: 6-3 3-6 7-5